# Cocamilla
Els cocamilla o kokamilla són un poble indígena emparentat amb els cocames o Kokama, els quals segons el registre arqueològic realitzat per Donald Ward Lathrap, es van escindir dels omagua cap al segle XIV. A partir de llavors van entrar pel riu Ucayali establint-se al llarg de les seves riberes.
En 1557 van establir contacte per primera vegada amb els Europeus gràcies a l'expedició de Juan Salinas de Loyola. Cap a 1619, els cocames -ja escindits dels omaguas- es van dividir en dos grups: els Cocames pròpiament dits i els Cocamilles. Al segle XVII la malaltia i el conflicte amb els espanyols van fer que la seva població disminuís de 1.600 a menys de cent. Al segle xix la seva població es va repuntar i a finals dels vuitanta va arribar a gairebé 7.000. S'han assimilat parcialment i es diu que tenen una identitat que no és “ni mestissa ni índia ni blanca”.
La seva llengua, dins dels dialectes de la família Tupí va ser profusament estudiada pel filòleg Lucas Espinosa.